# Xanthopimpla punctatissima
Xanthopimpla punctatissima (лат.) — вид перепончатокрылых наездников-ихневмонид рода Xanthopimpla из подсемейства Pimplinae (Ichneumonidae).

## Распространение
Вьетнам (Cat Tien NP, Dong Nai Province).

## Описание
Среднего размера перепончатокрылые насекомые. Основная окраска жёлтая с небольшими чёрными пятнами. Длина тела 7,8 мм, переднего крыла 6,7 мм. Антенна с апикальной половиной немного толще базальной половины, первый членик усика в 1,6 раза длиннее второго; диаметр латерального глазка в 1,4 раза больше глазничного расстояния; передний гладкий; высота лица в 1,1 раза больше ширины, в мелких неглубоких пунктурах, опушенное; наличник в 0,5 раза длиннее ширины; щёчное пространство примерно в 0,3 раза больше ширины жвалы. Основной цвет лимонно-желтый; антенна светло-коричневая; задняя сторона головы с двумя чёрными пятнами напротив двух чёрных пятен на затылочной области; среднеспинка с тремя непрерывными поперечными чёрными пятнами медиально и чёрным пятном впереди щитика; проподеум с чёрным первым латеральным полем и основанием area superomedia; базальное основание и апикальная перевязь средних голеней и средних лапок коричневые; задняя нога с вертлугом преимущественно чёрного цвета; бёдра с двумя коричневыми полосами дорсально и черноватой полосой внизу лица; базальные 0,25 и апикальная перевязь задних голеней и задних лапок чёрные; крылья прозрачные со слегка затемненными краями, птеростигма и жилки чёрные, кроме базальных 0,6 ребер желтоватые; тергиты 1, 3, 7 с чёрными перевязями, тергиты 2, 4, 5, 6 с двумя латеральными чёрными пятнами. Предположительно, как и близкие виды паразитирует на гусеницах и куколках бабочек (Lepidoptera). Вид был впервые описан в 2011 году энтомологами из Вьетнама (Nhi Thi Pham; Institute of Ecology and Biological Resources, 18 Hoang Quoc Viet, Ханой, Вьетнам), Великобритании (Gavin R. Broad; Department of Entomology, Natural History Museum, Лондон, Великобритания), Японии (Rikio Matsumoto; Osaka Museum of Natural History, Осака, Япония) и Германии (Wolfgang J. Wägele; Zoological Reasearch Museum Alexander Koenig, Бонн, Германия). Xanthopimpla punctatissima сходен с видом Xanthopimpla walshae Townes & Chiu отличаясь по цветовому рисунку заднего склона темени и тергитов метасомы, а также по тонко пунктированным тергитам брюшка.